# Марумукутру
Марумукутру (малаг. Maromokotro) — згаслий вулкан у республіці Мадагаскар, найвища вершина країни та острова Мадагаскар.

## Географія
Вулкан розташований в північній частині республіки і острова Мадагаскар, на південному сході регіону Діана приблизно за 25 км на північний захід від перетину з кордонами регіонів Сава та Софія, за 70 км на південний-схід від міста Амбанья, та за 190 км на південь — південний-захід від адміністративного центру регіону — міста Анціранана, в гірському масиві Царатанана, на території природного заповідника Царатанана.
Вулкан має абсолютну та відносну висоту 2876 м. Це найвища вершина острова Мадагаскар, хоча деякі джерела вважають вулкан Анкейзіна (2878 м) вищим на 2 м. Вершина займає 114-те місце у світі серед гір за відносною висотою, та 27-ме місце — серед острівних гір. Вважається згаслим вулканом, дата останнього виверження невідома. Назва з малаг. Maromokotro — означає «гай фруктових дерев».